# Campo dei Fiori di Varese
El Campo dei Fiori di Varese es un macizo de los Alpes que se encuentra en la sección de los Alpes Luganesi, al norte de la ciudad de Varese. El macizo está protegido por el "Parco Regionale Campo dei Fiori". 

## Clasificación
El SOIUSA ve al macizo como un subgrupo de los Alpes y adjunta la siguiente clasificación: 
- Gran parte = Alpes Occidentales
- Amplia zona = Alpes Noroccidentales
- Sección = Pre Alpes Luganesi
- Subsección = Pre Alpes Varesine
- Supergrupo = Cadena montañosa "Piambello-Campo dei Fiori-Nudo"
- Grupo = Grupo del Campo dei Fiori
- Subgrupo = Macizo del Campo dei Fiori
- Código = I/B-11.II-B.3.c

## Orografía
El Campo dei Fiori es 1.227 metros de altura sobre el nivel del mar y es una columna vertebral compuesta por numerosos picos. Partiendo de oeste a este, el cumplir con los picos: 
- Monte Morto 724 metros
- Prà Camarée 774 metros
- Punta di Orino de 1139 metros, en la que se encuentra la antigua fortaleza Orino
- Punta Merigetto 1.164 metros
- Punta di Mezzo de 1227 metros, el pico
- Punta Trigonometrica 1.224 metros
- Punta Paradiso 1.226 metros, en la parte superior de las cuales se encuentra la ciudadela de Ciencias de la Naturaleza Schiapparelli
- Monte Tre Croci 1111 metros, donde hay una instalación de rayos De Bernardi, un cañón de la Primera Guerra Mundial y el monumento de tres cruces
- Monte Tre Crocette 1.033 metros, donde se encuentra el gigantesco Hotel Campo dei Fiori, que actualmente dispone
- Monte San Francesco 794 metros, con los restos de un antiguo monasterio
- Sacro Monte di Varese 880 metros, , en la que se encuentra el famoso pueblo de Santa María del Monte (fracción Varese), con el Santuario y el Camino Sagrado, consta de 14 capillas
- Monte Pizzella 940 metros
- Monte Legnone 865 metros

## Ciudadela de las ciencias naturales
Casi en la cima de la montaña es crear esta realidad en la que la institución es la más famosa « Osservatorio astronomico "Schiaparelli" » Observatorio Astronómico fundado en 1956 por el profesor Salvatore Furia, dedicado al gran astrónomo conocido entre otras cosas, por estudiar el planeta Marte .  Recordamos a todos los proyectos: 
- Observatorio Astronómico "Schiaparelli"
- Parco comunale montano "Zamberletti" Parque de montaña ciudadano "GAMAS"
- Giardino montano per la conservazione della biodiversità "Ruggeri"
- Centro de estudios de botánica "Lombardia"
- Invernadero experimental
- Observatorio Meteorológico
- Observatorio Sísmico

## Auge y declive de los deportes de invierno
Como sucedió en muchas localidades prealpinas de Lombardía y Piamonte, en los años 60, hasta en el Campo dei Fiori, se incentivó el desarrollo de los deportes de invierno. Se practicaba el esquí a campo través en una senda de 4 km de largo, que corresponde a la senda militar que lleva a "Forte Orino". Durante  varios inviernos, se ha instalado también un transportador manual para principiantes, con la "Punta Trigonometrica", lo que permitió el esquí alpino.
Sin embargo, a causa de las cada vez más bajas precipitaciones de nieve, los deportes de invierno en el Campo dei Fiori no terminaron de despegar. Queda como recuerdo de esta época, un viejo cartel en el inicio de la pista de esquí de fondo del "Forte Orino". 

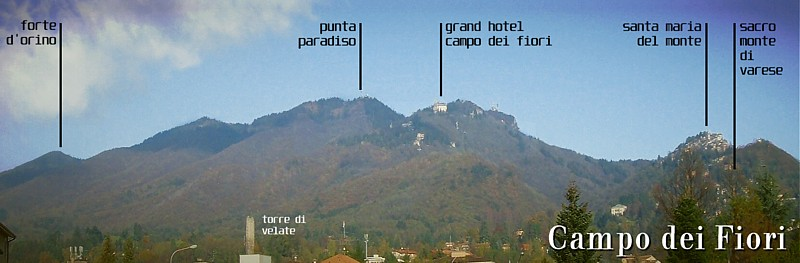
Panorama del macizo "Campo dei Fiori di Varese".

## Ciclismo
En 1957 y 1990 Campo dei Fiori ha sido el lugar de llegada de una etapa de la Vuelta a Italia, la segunda ocasión se trataba de una contrarreloj individual. 
Etapa del Giro d'Italia con llegada en Campo dei Fiori
| Año  | Etapa | Partida   | km  | Ganador de la etapa | Maglia rosa  |
| ---- | ----- | --------- | --- | ------------------- | ------------ |
| 1957 | 16.ª  | Sion      | 229 | Alfredo Sabbadin    | Charly Gaul  |
| 1990 | 19.ª  | Gallarate | 39  | Gianni Bugno        | Gianni Bugno |